# Bernard Turlan
Bernard Turlan, né le 11 novembre 1932 à Athis-Mons, est un médailleur français. Formation gravure sur acier avec Mr Cannée d'Octobre 1948 à Juin 1952, diplômé de l'école Boulle. Graveur à la Monnaie de Paris entre septembre 1969 et janvier 1997.  

## Biographie
Bernard Turlan étudie à l'École des beaux-arts de Paris, puis œuvre pour la Monnaie de Paris.
Il est un « authentique graveur en médailles, car spécialiste de gravure en taille directe ». 

## Médailles

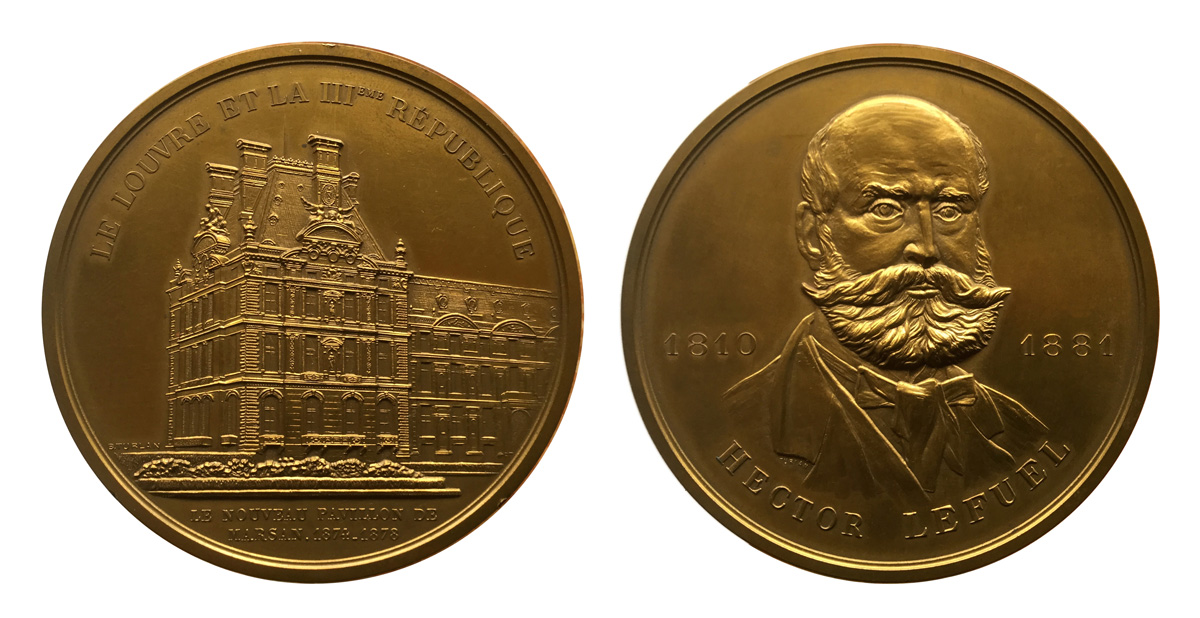
Année : 1971 Titre : « Le Louvre et la IIIème République »

- « Que l’année nouvelle soit pour vous source… jaillissante de joies ». Florentine bronze (en). Diamètre : 10 cm. 1981.
Cette médaille a été imaginée par Pierre Dehaye, directeur de la Monnaie de Paris, et réalisée par Bernard Turlin. Offerte à François Mitterrand en 1983, un exemplaire est conservé au musée du Septennat de Château-Chinon. Éloignée des conventions habituelles des médailles, elle se caractérise par une composition non-axiale, un foisonnement de motifs et iconographie fourmillante et détonante[2].
- Louis Toffoli, hommage de la ville de Charenton-le-Pont, 1984, 1986, médaille en bronze, édition de la Monnaie de Paris, 68 mm.
- L'Amitié, Les rondes que forment les hommes réunissent les continents et les civilisations pour une paix à venir, 1986, médaille en bronze, édition de la Monnaie de Paris, 47 mm, 205 g.
- « Le Louvre et la IIIème République », médaille en bronze frappée, face et revers modelés ; diamètre 81 mm, édition Monnaie de Paris[3]. 
Cette médaille s’inscrit dans une série intitulée "Le Louvre" qui fixe les différentes étapes de la construction de l’ensemble monumental à travers les époques. Première étape vers 1190 sous Philippe Auguste qui fit construire un château dont on conserve les Vestiges. Hector Lefuel est lauréat du prix de Rome en 1839 avec un projet d’Hôtel de ville, il est pensionnaire de la Villa Médicis de 1840 à 1844. À partir de 1861, Napoléon III, le charge de mener à bien la nouvelle tranche de travaux de l’ensemble Louvre-Tuileries[1]. Sujet donné par la direction de la Monnaie, gravé à domicile et signé par Bernard Turlan.

## Distinctions
Bernard Turlan reçoit la médaille d'argent du salon de la Société des artistes français en 1981 ; puis la médaille d'or en 1988 de ce même salon.